# Сольберг, Харальд Оскар

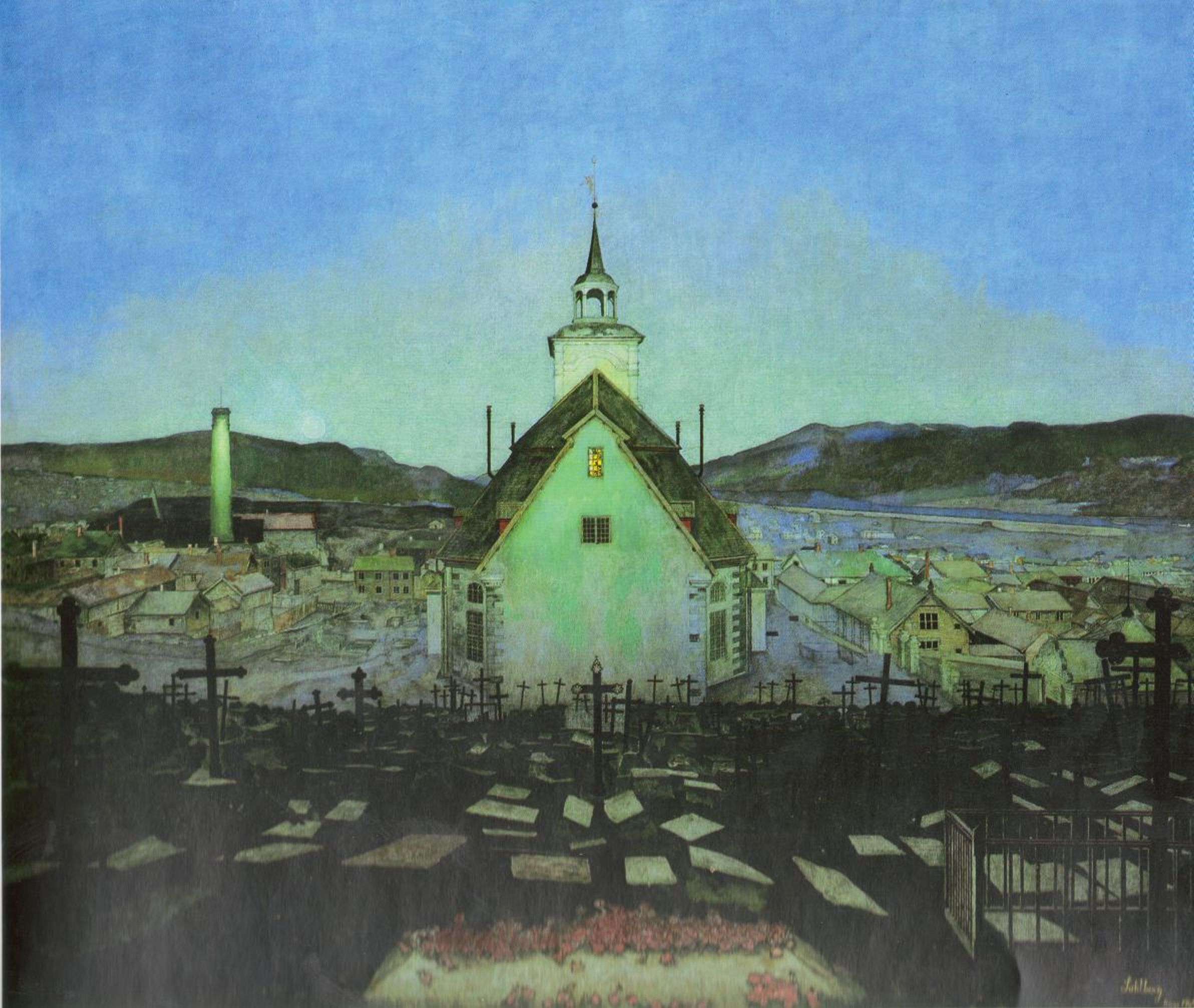
Ночь (1904), Художественная галерея Тронделага, Тронхейм

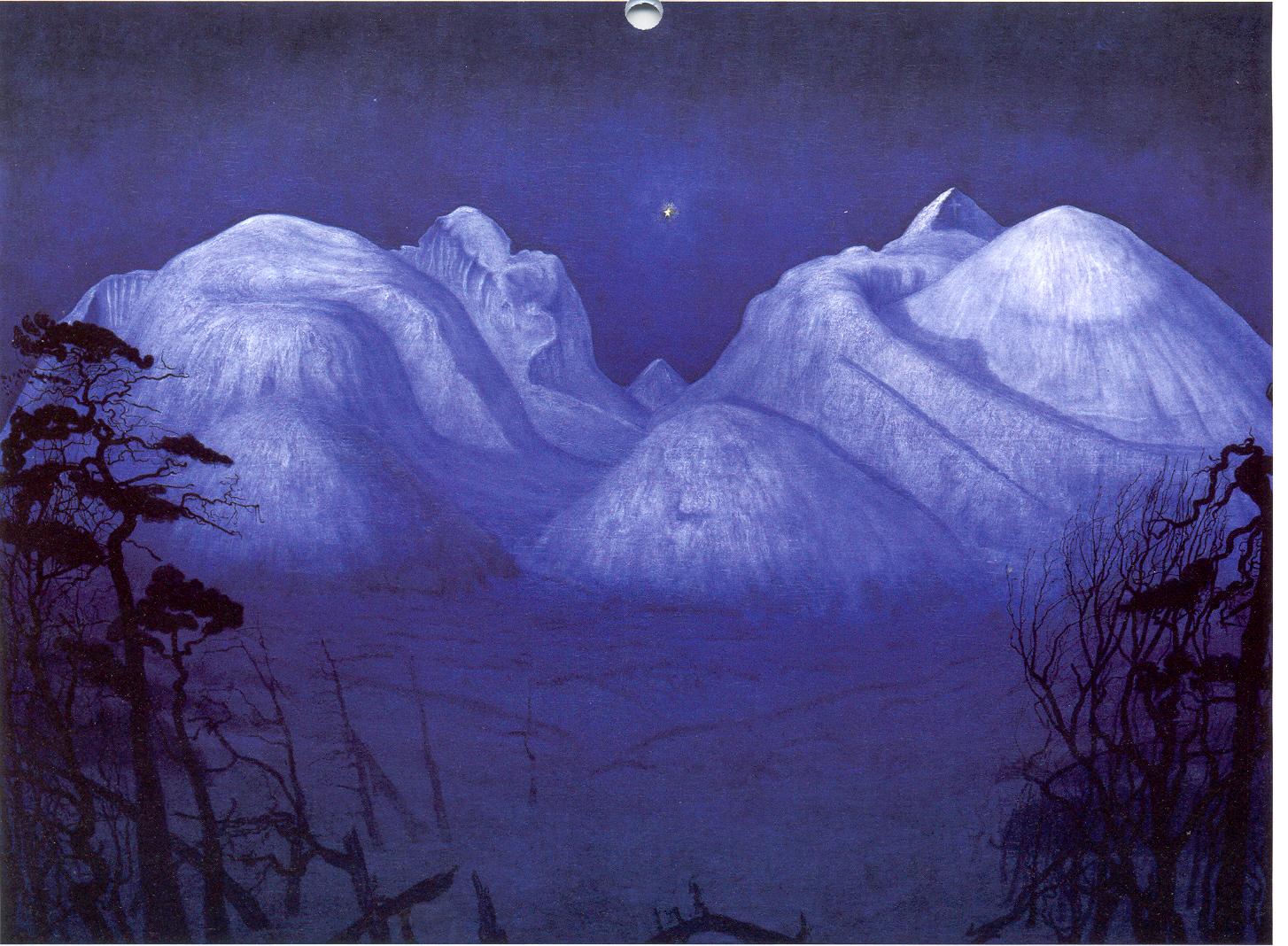
Зимняя ночь в Рондане (1914), Национальный музей искусства, архитектуры и дизайна, Осло

Харальд Оскар Сольберг (норв. Harald Oskar Sohlberg, 29 сентября 1869, Христиания — 19 июня 1935, Осло) — норвежский художник-пейзажист. Считается наиболее ярким представителем символистического пейзажа в норвежской живописи конца XIX века. Его картины обозначаются как «пейзажи для души».

## Биография
Солберг с раннего возраста решил стать художником. Сначала он под давлением родителей получил профессию художника-декоратора, затем посещал Королевскую школу искусств в Кристиании (ныне Осло). После 1889 года он работал в основном самостоятельно, хотя короткие промежутки времени учился у различных норвежских художников, наиболее известными из которых были Эрик Вереншёлль и Эйлиф Петерсен. В 1892 году он учился в Копенгагене в художественной школе Кристиана Зартманна. Однако его художественный стиль сложился под влиянием посещения выставок и знакомства с произведениями Поля Гогена и Йенса Виллумсена.
Умер в Осло в 1935 году в безвестности.

## Творчество
Первая выставка работ Сольберга в 1893 году, а в 1894 году к нему пришёл успех критики после завершения пейзажа «Ночное сияние». Он смог получить стипендию, на которую поехал в Париж и Берлин, а затем в 1897 году учился в Дрездене у Карла Фритьофа Смита. По всей видимости, именно в Дрездене Сольберг познакомился с творчеством немецких художников-романтиков, в первую очередь, Каспара Давида Фридриха, влияние которых на его произведения просматривается довольно явственно, вплоть до того, что Сольберга причисляют к нео-романтикам. В том же 1897 году из-за финансовых трудностей художник вернулся в Кристианию. В следующие несколько лет он написал некоторые из наиболее известных своих произведений, а затем, найдя мецената, смог провести два года в горах Рондане в средней Норвегии, и затем ещё два года в находящемся чуть севернее Рондане городе Рёрус. Пейзажи Рондане и улиц Рёруса стали визитной карточкой творчества Сольберга. В 1905 году художник с семьёй вернулся в Христианию. Он многократно возвращался к мотивам пейзажей Рондане в своём творчестве и завершил последнюю версию в 1914 году.

## Стилистика
Свет был для Сольберга главным компонентом картины, всё остальное подчинялось ему. Он очень хорошо прорабатывал рисунок, так что иногда его пейзажи напоминают японские гравюры. Сам художник постоянно отрицал, что кто-либо оказал влияние на его творчество. Сам он высказался о своём творчестве так: 
По-видимому, действительно мои работы вызывали симпатию по простым и наивным причинам. Однако я настаиваю, что они никоим образом не были правильно поняты в смысле их художественных и духовных ценностей, над которыми я постоянно работал в течение многих лет.

## Увековечение памяти
- В Рёрусе именем Сольберга названа площадь (Harald-Sohlberg-Plass), на которой ему установлен памятник.